# Gustavus Michaelis
Gustavus Michaelis (* 24. August 1844 in Stettin; † 7. Februar 1925) war ein deutschamerikanischer Chemiker und Pharmazeut. 

## Leben
Nach dem Gymnasium studierte er an der Universität Berlin und erwarb einen Abschluss in Chemie und Pharmazie. 1870 emigrierte er in die Vereinigten Staaten und ließ sich als Apotheker in Albany, New York nieder. Am 16. Januar 1873 heiratete er Bertha Charlotte Schindler. 1877 gründete er die Albany Pharmaceutical Co. und bot als Erster eine Lösung von Ethylnitrit in Alkohol unter der Bezeichnung Concentrated Nitrous Ether an. Das Albany College of Pharmacy berief ihn 1881 zum Professor für Chemie und Pharmazeutik. Im gleichen Jahr gründete er die Albany Chemical Company. 1884 entdeckte er ein Verfahren zur Herstellung von Chloroform, dass schließlich auch zur Einführung von Aceton als Lösungsmittel und dessen Nutzung bei der Herstellung von rauchlosem Pulver führte. Mit R&H führte er darum einen dreijährigen Patentstreit. Er war auch Erfinder einiger chemischer Prozesse sowie Mitglied zahlreicher Verbände und Clubs. Bestattet ist er in Menands.